# Irlande aux Jeux olympiques de la jeunesse d'hiver de 2012
L'Irlande a participé aux Jeux olympiques de la jeunesse d'hiver de 2012 à Innsbruck en Autriche du 13 au 22 janvier 2012. L'équipe irlandaise était composée d'une athlète en ski alpin et de trois officiels.

## Résultats

### Ski alpin
L'Irlande a qualifié une femme.
Femme
| Athlète       | Épreuve             | Manche 1      | Manche 2      | Total         | Rang |
| ------------- | ------------------- | ------------- | ------------- | ------------- | ---- |
| Florence Bell | Slalom femmes       | 51 s 71       | 46 s 35       | 1 min 38 s 06 | 24   |
| Florence Bell | Slalom géant femmes | 1 min 06 s 73 | 1 min 09 s 33 | 2 min 16 s 06 | 34   |